# Crista

Mitochondrion, met op 3.3 de cristae.

Een crista (/ˈkrɪstə/; meervoud cristae) is een plooi in het binnenste membraan van een mitochondrion. De naam komt van het Latijnse woord voor kuif of pluim, en het geeft het binnenste membraan zijn karakteristieke gerimpelde vorm, waardoor een grote hoeveelheid oppervlakte ontstaat waarop chemische reacties kunnen plaatsvinden. Dit bevordert de aërobe celademhaling, omdat het mitochondrion zuurstof nodig heeft. Cristae zijn bezaaid met eiwitten, waaronder ATP-synthase en een verscheidenheid aan cytochromen. 